# Он Сону
Он Сону (кор. 옹성우(кит: 邕聖祐 ); род. 25 августа, 1995) — южнокорейский актёр и певец. Дебютировал в составе группы Wanna One, сформированной во втором сезоне шоу на выживание среди стажёров «Продюсер 101». После расформирования группы в 2019 году, с большим успехом дебютировал в главной роли телесериала «Моменты восемнадцатилетия». В 2020 году вышел мини-альбом Layers, ставший началом его сольной карьеры.

## Образование
Окончил начальную школу Сан Инчхон, среднюю школу Гуволь и старшую школу Халлим по классу практического танца. В 2014—2016 годах учился на факультете исполнительских искусств в Университете Тонсоуль.

## Деятельность

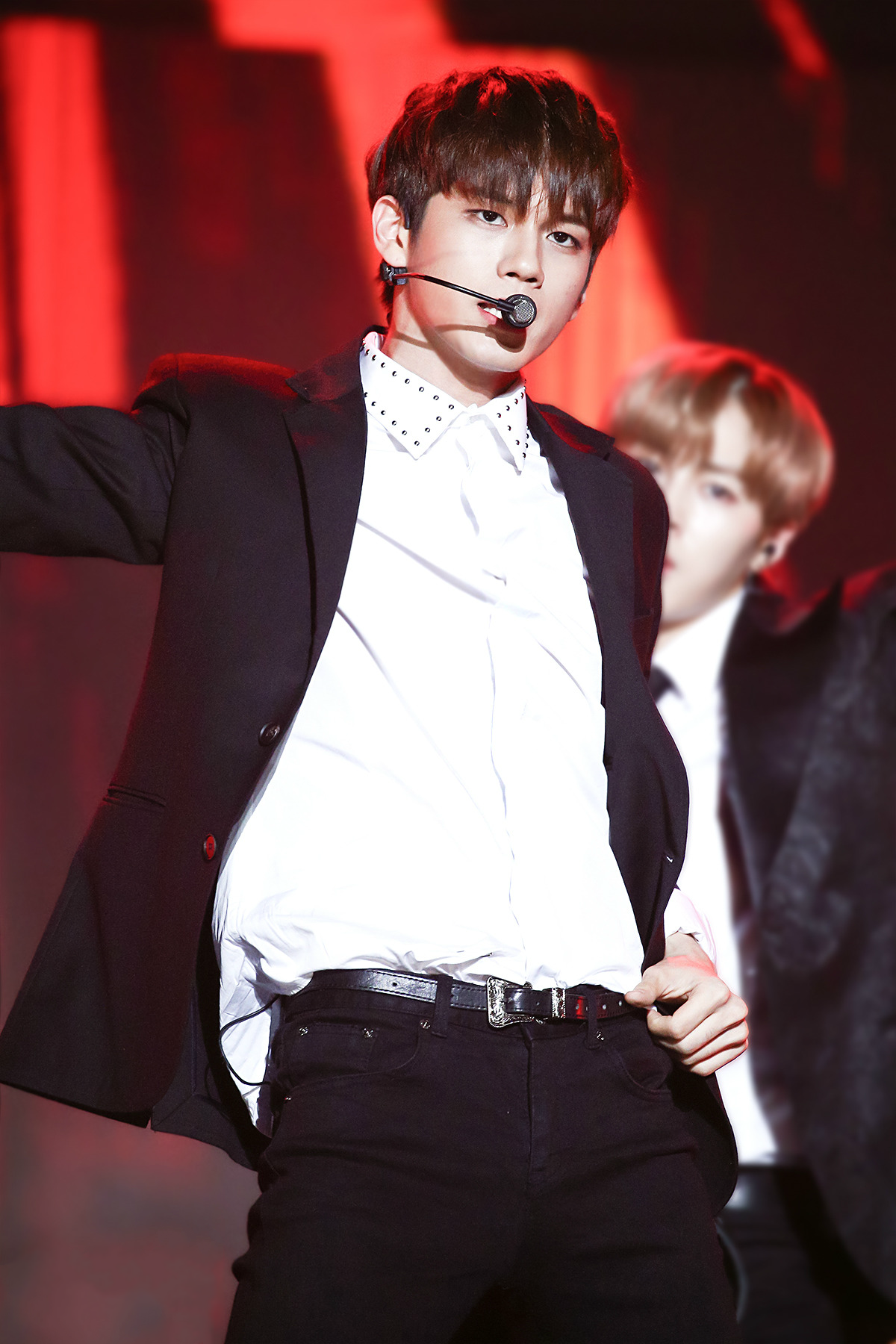
На церемонии Soribada Best K-Music Awards в 2018 году

Он Сону умеет играть на барабанах — в 2007 году он с друзьями создал группу и был в ней ударником. Сону состоял в танцевальной группе и выступал на неофициальных соревнованиях по поппингу, локингу и т. д. Также он прошёл обучение вокалу и стал певцом церковного хора.
Контракт Он Сону с «Wanna One» был действителен до 31 декабря 2018 года, но Сону участвовал в деятельности группы вплоть до официальных прощальных концертов 24—27 января 2019 года.
Сейчас он сольный артист в агентстве Fantagio.

### Ведущий программы
| Год  | Дата первой трансляции   | Канал | Передача            | Роль           | Партнёры                      |
| ---- | ------------------------ | ----- | ------------------- | -------------- | ----------------------------- |
| 2017 | 17 августа               | Mnet  | 《MCountdown》      | специальный МС | Хван Минхен                   |
| 2017 | 28 августа               | Mwave | 《Meet & Greet》    | официальный МС | Юн Джисон, Ли Дэхви           |
| 2017 | 19 ноября                | SBS   | 《Inkigayo》        | специальный МС | Кан Даниель, Джису, Ким До Ён |
| 2018 | 24 февраля - 22 сентября | MBC   | 《Show!Music Core》 | официальный МС | Мина, Марк                    |

## Дискография

### Официальные видеоклипы с участием Он Сону в составе Wanna one
| название                                                                          | год  | продолжительность |
| --------------------------------------------------------------------------------- | ---- | ----------------- |
| «Energetic» (에너제틱 Архивная копия от 9 декабря 2018 на Wayback Machine)        | 2017 | 3:48              |
| «Burn it Up» (활활 Архивная копия от 22 декабря 2018 на Wayback Machine)          | 2017 | 5:26              |
| «Beautiful» (Movie ver. Архивная копия от 3 декабря 2018 на Wayback Machine)      | 2017 | 8:09              |
| «Beautiful» (Performance ver. Архивная копия от 3 апреля 2019 на Wayback Machine) | 2017 | 3:57              |
| «I.P.U» (Special Theme Track Архивная копия от 9 января 2019 на Wayback Machine)  | 2018 | 3:55              |
| «BOOMERANG» (부메랑 Архивная копия от 18 октября 2020 на Wayback Machine)         | 2018 | 3:59              |
| «Light» (켜줘)                                                                    | 2018 | 3:51              |
| «Spring Breeze» (봄바람)                                                          | 2018 | 4:16              |

## Фильмография

### Фильмы
| год  | название            | роль | заметки                |
| ---- | ------------------- | ---- | ---------------------- |
| 2017 | Seong-wu Is Alright | Сону | Короткометражный фильм |

### Телесериалы
| год  | название                  | роль               | канал         | заметки                              | примечания |
| ---- | ------------------------- | ------------------ | ------------- | ------------------------------------ | ---------- |
| 2017 | Idol Fever                | Играет самого себя | Naver TV Cast | Специальное появление (эпизоды 1–2)  | [ 15 ]     |
| 2019 | At Eighteen               | Choi Jun-woo       | JTBC          | В ролях также Ким Хянги и Син Сын Хо | [ 16 ]     |
| 2020 | More than friends         | Li Soo             | JTBC          |                                      |            |
| 2023 | Strong Girl Kang Nam-Soon | Kang Hee-Shik      | JTBC          |                                      |            |

### Видеоклипы
| Время      | название песни                  | артист |
| ---------- | ------------------------------- | --- |
| 2017.11.27 | Only You (바보야)               | Huh Gak |
| 2019.06.11 | HEART SIGN                      | Ong Seong-wu Архивная копия от 15 апреля 2019 на Wayback Machine (Prod. Flow Blow Архивная копия от 18 февраля 2021 на Wayback Machine) |
| 2019.08.05 | Our Story (우리가 만 난 이야기) | Ong Seong-wu Архивная копия от 15 апреля 2019 на Wayback Machine                                                                        |
| 2020.01.09 | WE BELONG                       | [ 20 ] |

### Телешоу
| год  | название                                             | канал                                                  | эпизод    |                     | примечания                                                       |
| ---- | ---------------------------------------------------- | ------------------------------------------------------ | --------- | ------------------- | ---------------------------------------------------------------- |
| 2017 | Happy Together season 3                              | KBS                                                    | 510 −512  | приглашённая звезда | вместе с Юн Джисоном, Кан Даниелем, Хван Минхеном и Пак Уджином. |
| 2017 | New Late Night E-News                                | SBS                                                    | 38        | приглашённая звезда | в составе Wanna one.                                             |
| 2017 | Produce 101 season 2                                 | Mnet                                                   | 1 — 11    | участник            | занял 5-е место с 984 756 голосами.                              |
| 2017 | SNL Korea Season 9                                   | TVN                                                    | 20 — 21   | приглашённая звезда | в составе Wanna one.                                             |
| 2017 | The Return of Superman                               | KBS 2                                                  | 194-195   | приглашённая звезда | вместе с Юн Джисоном, Каном Даниелем и Пак Джихуном.             |
| 2017 | Weekly Idol                                          | MBC every 1                                            | 315-316   | приглашённая звезда | в составе Wanna one.                                             |
| 2018 | Living Together in Empty Room / Outrageous Roommates | MBC                                                    | 25 — 29   | приглашённая звезда | вместе с Каном Даниелем и Ким Чже Хваном.                        |
| 2018 | Knowing Brother                                      | JTBC Архивная копия от 16 июля 2013 на Wayback Machine | 122       | приглашённая звезда | в составе Wanna one.                                             |
| 2018 | Idol Room                                            | JTBC                                                   | 1         | приглашённая звезда | в составе Wanna one.                                             |
| 2018 | Please Take Care Of My Refrigerator                  | JTBC                                                   | 182 — 183 | приглашённая звезда | вместе с Кан Даниелем.                                           |
| 2018 | Produce 48                                           | Mnet                                                   |           | приглашённая звезда | в составе Wanna one.                                             |
| 2018 | Master Key                                           | SBS                                                    |           | основной состав     | вместе c Каном Даниелем, Юн Джисоном и Ха Сонуном.               |
| 2018 | Law Of The Jungle In Sabah                           | SBS                                                    | 325-330   |                     | вместе с Ха Сонуном.                                             |
| 2018 | Radio Star                                           | MBC                                                    | 560       | приглашённая звезда | вместе с Каном Даниелем, Пак Уджином и Сынри.                    |
| 2018 | Wanna One Go X-Con                                   | Mnet                                                   | 1-5       | вместе с Wanna one  | приглашённые звезды: Зико, Heize, Dynamic Duo.                   |

## Личная жизнь

### Военная служба
Прошёл обязательную военную службу в качестве музыканта военного оркестра с 17 апреля 2023 по 16 октября 2024.